# Џон Вотерс
Џон Семјуел Вотерс мл. (енгл. John Samuel Waters Jr.; Балтимор, 22. април 1946), амерички је режисер, сценариста, комичар, продуцент, гласовни и филмски и телевизијски глумац познат по својим карактеристичним споредним улогама.
Џон Вотерс је постао познат почетком 1970-их захваљујући својим филмовима у жанру трансгресивне кинематографије. У својим култним филмовима из 1970-их и раних 1980-их, Џ. Вотерс редовно користи своју омиљену трупу под називом Дримлендерс. Међу њима су Дивајн, Минк Стоул, Дејвид Локари, Мери Вивијен Пирс и Едит Маси.
Прославио се раних 1970-их по својим трансгресивним култним филмовима, укључујући Вишеструки манијаци (1970), Ружичасти фламингоси (1972) и Женска посла (1974). Вотерс је написао и режирао комедију Лак за косу (1988), који је касније адаптиран у хит бродвејски мјузикл и музички филм из 2007. Остали филмови које је написао и режирао су Очајни живот (1977), Полиестер (1981), Плачљивко (1990), Серијска мама (1994), Пекер (1998) и Сесил Б. Дементни (2000). Његови филмови садрже елементе постмодерне комедије и надреализма.